# Staryj Piczeur
Staryj Piczeur (ros. Старый Пичеур) – wieś (sieło) w Rosji, w obwodzie uljanowskim, w rejonie pawłowskim. W 2010 liczyła 586 mieszkańców.